# Winter-Universiade 2015/Curling
Bei der Winter-Universiade 2015 wurden zwei Curlingturniere ausgetragen.

## Bilanz

### Medaillenspiegel
| Platz  | Land           | Gold | Silber | Bronze | Gesamt |
| ------ | -------------- | ---- | ------ | ------ | ------ |
| 1      | Russland       | 1    | 1      | –      | 2      |
| 2      | Norwegen       | 1    | –      | –      | 1      |
| 3      | Kanada         | –    | 1      | –      | 1      |
| 4      | Großbritannien | –    | –      | 1      | 1      |
| 4      | Schweiz        | –    | –      | 1      | 1      |
| Gesamt | Gesamt         | 2    | 2      | 2      | 6      |

### Medaillengewinner
| Disziplin | Gold                                                                                             | Silber                                                                               | Bronze                                                                                 |
| --------- | ------------------------------------------------------------------------------------------------ | ------------------------------------------------------------------------------------ | -------------------------------------------------------------------------------------- |
| Männer    | NorwegenSteffen Walstad Eirik Mjøen Magnus Nedregotten Sander Rølvåg                             | RusslandJewgeni Archipow Alexei Stukalski Artur Razhabov Anton Kalalb Andrei Drosdow | GroßbritannienKyle Smith Grant Hardie Thomas Muirhead Alasdair Schreiber Stuart Taylor |
| Frauen    | RusslandAnna Sidorowa Margarita Fomina Alexandra Saitowa Jekaterina Galkina Wiktorija Moissejewa | KanadaBreanne Meakin Lauren Horton Lynn Kreviazuk Jessica Armstrong                  | SchweizMichèle Jäggi Michelle Gribi Sina Wettstein Nora Baumann Anita Jäggi            |